# TBS Education
 (mai 2025).
L'article doit être relu — et modifié si nécessaire — par des contributeurs indépendants pour apporter un regard critique aux contributions effectuées en violation des conditions d'utilisation de Wikipédia, tant sur la forme (notamment concernant le style encyclopédique, la proportionnalité) que sur le fond (la neutralité de point de vue, la qualité et l'indépendance des sources).
(Politique pour les contributions rémunérées | Comprendre le dépubage | En discuter)
 (novembre 2018).
Si vous disposez d'ouvrages ou d'articles de référence ou si vous connaissez des sites web de qualité traitant du thème abordé ici, merci de compléter l'article en donnant les références utiles à sa vérifiabilité et en les liant à la section « Notes et références ».
TBS Education, anciennement Toulouse Business School et Groupe ESC Toulouse, est une école de commerce française fondée en 1903 par la chambre de commerce et d'industrie de Toulouse. L'établissement propose plusieurs types de formations allant de bac + 3 à bac +5 dans le domaine du management. Elle dispose d'une triple accréditation EQUIS, AACSB et EFMD et est membre de la CGE.

## Histoire
En 1902, un comité mixte représentant la Chambre de commerce d'une part, et la municipalité d'autre part, fait ouvrir une année de préparation de concours d'entrée d'une future école de commerce à Toulouse. L'école supérieure de commerce de Toulouse est fondée en 1903 par la Chambre de commerce et d'industrie de Toulouse[réf. souhaitée]. 
Le 27 mars 1903, l'École est reconnue par l'État[réf. nécessaire]. En 1947 un concours dont la structure est commune aux douze Écoles de commerce françaises est mis en place[réf. souhaitée].
En janvier 1953, un incendie détruit près de 2 000 m2 du bâtiment. En juin 1954, les locaux de l’école sont restaurés.[réf. nécessaire]
En 1982 ouvrent les premières formations spécialisées de troisième cycle, confirmées par la création du label « mastère spécialisé » de la Conférence des grandes écoles en 1986[réf. nécessaire]. En 1990, l'école fait partie du réseau de concours de la banque commune d'épreuves (BCE).
À la rentrée 1986, l’école déménage sur le nouveau site de Compans-Caffarelli[réf. souhaitée]. L'école ouvre un campus à Marrakech au Maroc en 1987[réf. souhaitée], puis le transfère à Casablanca en 2001[réf. souhaitée]. En 1995 est créée la Escuela Superior Europea de Comercio (ESEC) à Barcelone, en collaboration avec la chambre de commerce et d’industrie française de Barcelone[réf. souhaitée]. 
En 2001, le TBS Education est accrédité EQUIS (European Quality Improvement System)[réf. souhaitée]. En 2002, il reçoit l'accréditation de l'AMBA (Association of Masters of Business Administration)[réf. souhaitée]. De 2001 à 2009, l'école fait partie du réseau Ecricome.
En 2006, l'école signe un accord avec Toulouse School of Management (ex IAE Toulouse) pour créer une école doctorale commune aux deux établissements. En 2007, le Groupe ESC Toulouse crée une fondation. En 2010 et 2011, l'école inaugure deux nouveaux bâtiments sur le campus de Compans Caffarelli : le Bosco pour les mastères spécialisés, et Alaric pour la nouvelle médiathèque et des salles de cours[réf. souhaitée]. En 2012, l'école ouvre son programme grande école à Casablanca[réf. souhaitée], et lance son GEMBA en Inde (Bangalore) en partenariat avec Indian Institute of Management Bangalore (IIMB)[réf. souhaitée]. Le programme DBA (Doctor of Business Administration) est lui lancé en Chine à Canton[réf. souhaitée]. 
En décembre 2016, Toulouse Business School prend le statut d'Établissement d'enseignement supérieur consulaire (EESC)[réf. souhaitée].
En 2021, l’école devient TBS Education.
En 2022, TBS Education adopte le statut de société à mission, conformément à la loi Pacte[source insuffisante].

## Identité visuelle

Jusqu'en 2013.
De 2013 a 2019
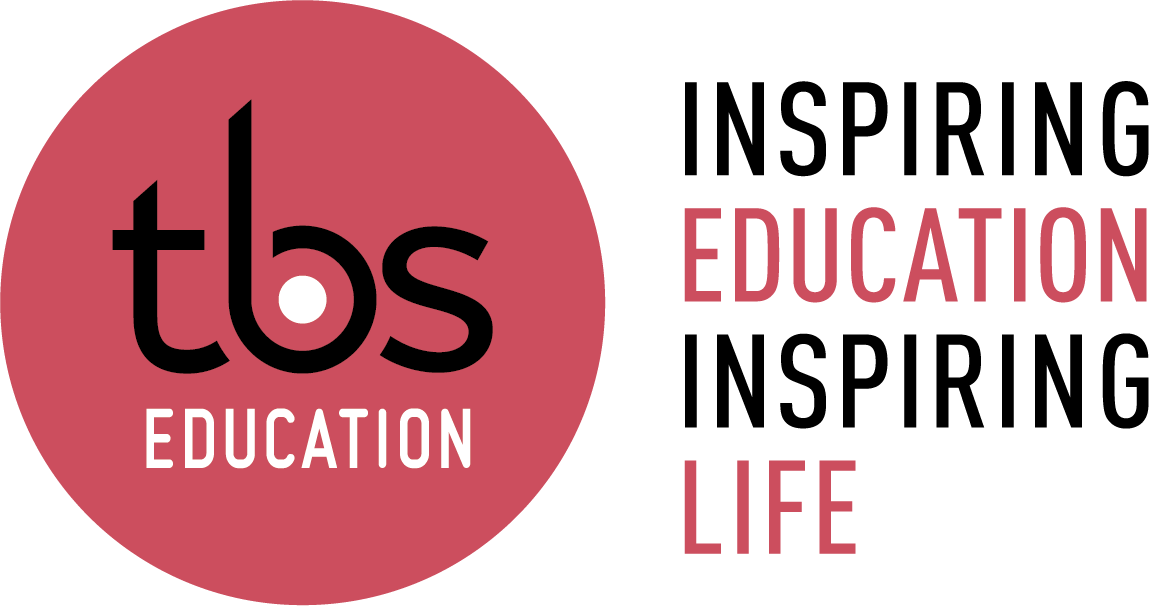
Depuis 2019.

## Campus
L’établissement compte cinq campus[réf. souhaitée]. À Toulouse, il dispose de deux implantations : le campus Lascrosses, situé au cœur de la ville dans le quartier Compans-Caffarelli[réf. souhaitée], et le campus Entiore, à Quint-Fonsegrives, en périphérie[réf. souhaitée]. À Paris, TBS Education occupe ses propres locaux dans le 15ᵉ arrondissement[réf. souhaitée]. L’école est présente à Barcelone, dans le quartier d’innovation de Poblénou[réf. souhaitée], et à Casablanca, dans le nouveau quartier financier d’Anfa[réf. souhaitée].